# Dante (Dakota du Sud)
Pour les articles homonymes, voir Dante (homonymie).
Dante est une municipalité américaine située dans le comté de Charles Mix, dans l'État du Dakota du Sud.
Fondée en 1908, la localité est d'abord appelée Mayo, en l'honneur du propriétaire des lieux lors de sa fondation.

## Démographie
Selon le recensement de 2010, Dante compte 84 habitants. La municipalité s'étend sur 0,44 milles carrés (1,14 km2).
| 1920 | 1930 | 1940 | 1950 | 1960 | 1970 |
| ---- | ---- | ---- | ---- | ---- | ---- |
| 175  | 132  | 118  | 140  | 102  | 88   |

| 1980 | 1990 | 2000 | 2010 | - | - |
| ---- | ---- | ---- | ---- | - | - |
| 83   | 98   | 82   | 84   | - | - |